# نگهبان شب (فیلم ۱۴۰۰)
نگهبان شب فیلمی ایرانی به کارگردانی و تهیه‌کنندگی رضا میرکریمی و نویسندگی رضا میرکریمی و محمد داوودی با بازی محسن کیایی و تورج الوند محصول سال ۱۴۰۰ است. این فیلم در چهلمین دوره جشنواره فیلم فجر به نمایش درآمد و موفق به کسب سیمرغ بلورین بهترین کارگردانی شد و نماینده سینمای ایران در آکادمی اسکار در سال ۲۰۲۴ شده است

## خلاصه داستان
کارگری روستایی به نام رسول (با بازی تورج الوند) برای امرار معاش چاره‌ای جز کنار خیابان ایستادن و یافتن کار روزمزدی در خیابان‌های شهر ندارد...

## بازیگران
- محسن کیایی
- تورج الوند
- لاله مرزبان
- علی اکبر اصانلو
- صفورا خوش طینت
- فهیمه هرمزی
- زهرا اسلامی
- پرهام غلاملو
- محمدصادق ملک
- علی غابشی
- مهراد اکبرآبادی
- ایمان سلگی
- نوید بانی
- ویشکا آسایش
- کیومرث پوراحمد[۴]

## جوایز و افتخارات
| جایزه                        | رده                 | نامزد                    | نتیجه        | منبع        |
| ---------------------------- | ------------------- | ------------------------ | ------------ | ----------- |
| چهلمین دوره جشنواره فیلم فجر | بهترین طراحی لباس   | زهرا صمدی                | نامزدشده     | [ ۵ ] [ ۶ ] |
| چهلمین دوره جشنواره فیلم فجر | بهترین صداگذاری     | امیرحسین قاسمی           | نامزدشده     | [ ۵ ] [ ۶ ] |
| چهلمین دوره جشنواره فیلم فجر | بهترین نقش مکمل مرد | علی‌اکبر اصانلو           | دیپلم افتخار | [ ۵ ] [ ۶ ] |
| چهلمین دوره جشنواره فیلم فجر | بهترین نقش مکمل زن  | صفورا خوش‌طینت            | نامزدشده     | [ ۵ ] [ ۶ ] |
| چهلمین دوره جشنواره فیلم فجر | بهترین نقش اول مرد  | تورج الوند               | نامزدشده     | [ ۵ ] [ ۶ ] |
| چهلمین دوره جشنواره فیلم فجر | بهترین نقش اول زن   | لاله مرزبان              | نامزدشده     | [ ۵ ] [ ۶ ] |
| چهلمین دوره جشنواره فیلم فجر | بهترین فیلمنامه     | رضا میرکریمی محمد داوودی | نامزدشده     | [ ۵ ] [ ۶ ] |
| چهلمین دوره جشنواره فیلم فجر | بهترین کارگردانی    | رضا میرکریمی             | برنده        | [ ۵ ] [ ۶ ] |
| چهلمین دوره جشنواره فیلم فجر | بهترین فیلم         | رضا میرکریمی             | نامزدشده     | [ ۵ ] [ ۶ ] |